# شرایتون آنکارا
شرایتون آنکارا (به ترکی استانبولی: Sheraton Ankara) یک هتل و آسمان‌خراش در ترکیه است که در آنکارا واقع شده‌است.